# مدينة النخيل
مدينة النخيل (باليابانية:新メイプルタウン物語 パームタウン編) (بالإنجليزية:Evviva Palm Town) ، مسلسل أنمي ياباني ، أنتج من قبل توي أنيميشن عام 1986 ، وتمت دبلجته على عدة لغات في محطات مختلفة من أوروبا وأمريكا والشرق الأوسط، ومنها : اللغة الفرنسية والإيطالية والعربية، ويتكون من 50 حلقة فكل حلقة مدتها 22 دقيقة، وهو مخصص لمراحل التنشئة والفتيات.

## وصلات خارجية
- مدينة النخيل على موقع IMDb (الإنجليزية)
- مدينة النخيل على موقع كينوبويسك (الروسية)
- مدينة النخيل على موقع ANN anime (الإنجليزية)
- مدينة النخيل (أنمي) في شبكة أخبار الأنمي
- (بالإنجليزية)0296415 في قاعدة بيانات الأفلام على الإنترنت